# Marion (série télévisée, 1982)
Pour les articles homonymes, voir Marion.
 (mai 2014).
Si vous disposez d'ouvrages ou d'articles de référence ou si vous connaissez des sites web de qualité traitant du thème abordé ici, merci de compléter l'article en donnant les références utiles à sa vérifiabilité et en les liant à la section « Notes et références ».
Marion est une série télévisée française en six épisodes de 52 minutes réalisée par Jean Pignol et diffusée du 28 mai au 9 juillet 1982 sur TF1.

## Sypnosis
Marion Franay Tréguier est une veuve d'une quarantaine d'années qui vit seule avec sa chienne Bibiche, et elle travaille quotidiennement dans un cabinet d'assurance à Paris.
Ce cabinet d'assurance l'envoie souvent en mission pour reconnaître si le dossier des clients est bien conforme aux exigences de ces derniers pour que l'assurance les rembourse. Mais elle découvre dans beaucoup de cas les fraudes, la corruption ou l'escroquerie des clients eux-mêmes.
Dans ses enquêtes, elle est toujours accompagnée de sa fidèle compagne Bibiche, et parfois son neveu Chris l'aide à démasquer les fourberies de ses clients.

## Distribution

### Acteurs principaux
- Mylène Demongeot : Marion Treguier
- Paul Guers : Philippe Rambeau
- Jacques Rispal : Saint-Marcouf

### Acteurs récurrents et invités
- Marie-Claire Achard : Claire, la secrétaire (3 épisodes)
- Florent Pagny : Chris (3 épisodes)
- Georges Claisse : Christian (1 épisode)
- Françoise Giret : Monique (1 épisode)
- Henri Virlojeux : Barnabé (1 épisode)
- Geneviève Fontanel : Sylvie (1 épisode)
- Xavier Deluc : Le gigolo (1 épisode)
- Yves Barsacq : Xavier (1 épisode)
- Hubert de Lapparent : Rateau (1 épisode)
- Jean Saudray : Gazost (1 épisode)
- Serge Bento : (1 épisode)
- Véronique Delbourg : Isabelle (1 épisode)
- Van Doude : Flint (1 épisode)

## Épisodes
1. Chassez le naturel
2. Le plus heureux des trois
3. Michel Bailleul, architecte naval
4. Qui trop efface
5. Et mourir de loisir
6. Pour une poignée de kilos

## DVD
La série a été renommée Marion, Profession Détective lors de la sortie en DVD.